# Psittacula himalayana
Psittacula himalayana là một loài chim trong họ Psittacidae.